# A-1,6-manozil-glikoprotein 2-b-N-acetilglukozaminiltransferaza
A-1,6-manozil-glikoprotein 2-b--acetilglukozaminiltransferaza (EC 2.4.1.143, N-acetilglukozaminiltransferaza II, N-glikozil-oligosaharid-glikoprotein N-acetilglukozaminiltransferaza II, acetilglukozaminiltransferaza II, uridin difosfoacetilglukozamin-manozid alfa1->6-acetilglukozaminiltransferaza, uridin difosfoacetilglukozamin-alfa-1,6-manozilglikoprotein beta-1-2-N-acetilglukozaminiltransferaza, uridin difosfoacetilglukozamin-alfa-D-manozid beta1-2-acetilglukozaminiltransferaza, UDP-GlcNAc:manozid alfa1-6 acetilglukozaminiltransferaza, alfa-1,6-manozil-glikoprotein beta-1,2-N-acetilglukozaminiltransferaza, GnTII) je enzim sa sistematskim imenom UDP-N-acetil--glukozamin:6-(alfa--manozil)-beta--manozil-glikoprotein 2-beta-N-acetil--glukozaminiltransferaza. Ovaj enzim katalizuje sledeću hemijsku reakciju
UDP--acetil--glukozamin + 6-(alfa--manozil)-beta--manozil-R {\displaystyle \rightleftharpoons } UDP + 6-(2-[-acetil-beta-D-glukozaminil]-alfa-D-manozil)-beta--manozil-R
R označava ostatak N-vezanog oligosaharida u glikoproteinskom akceptoru.

## Literatura
- Nicholas C. Price; Lewis Stevens (1999). Fundamentals of Enzymology: The Cell and Molecular Biology of Catalytic Proteins (Third изд.). USA: Oxford University Press. ISBN 019850229X.
- Eric J. Toone (2006). Advances in Enzymology and Related Areas of Molecular Biology, Protein Evolution (Volume 75 изд.). Wiley-Interscience. ISBN 0471205036.
- Branden C; Tooze J. Introduction to Protein Structure. New York, NY: Garland Publishing. ISBN 0-8153-2305-0.
- Irwin H. Segel. Enzyme Kinetics: Behavior and Analysis of Rapid Equilibrium and Steady-State Enzyme Systems (Book 44 изд.). Wiley Classics Library. ISBN 0471303097.
- William P. Jencks (1987). Catalysis in Chemistry and Enzymology. Dover Publications. ISBN 0486654605.

## Spoljašnje veze
- Alpha-1,6-mannosyl-glycoprotein+2-beta-N-acetylglucosaminyltransferase на 